# 세키가하라역
세키가하라역(일본어: 関ヶ原駅 세키가하라에키[*])은 일본 기후현 후와군 세키가하라정에 있는 도카이 여객철도의 철도역이다. 미나미아라오 신호장에서 갈라진 상행 본선·다루이 지선·하행 본선이, 역 동쪽에서 합쳐진다. 이름에서 볼 수 있듯 역 주변에는 세키가하라 전투가 일어났던 전장지가 있다.
기후 현에 있는 도카이도 본선의 역들 중 가장 서쪽에 있는 역으로, 세키가하라 역 서쪽에는 기후 현과 시가현의 경계가 있다. 세키가하라 역에 종착하는 열차들도 존재하며, 마이바라 역 ~ 세키가하라 역 구간은 시간당 2편 꼴로 열차가 비교적 적게 운행된다.

## 역 구조
쌍섬식 2면 4선 구조의 지상역이다. 역사는 승강장 남쪽에 있으며, 승강장과는 구름다리로 이어져 있다.
오가키역이 관리하는 업무 위탁역으로, 영업은 도카이 교통 사업이 대신 하고 있다. TOICA 및 제휴 교통카드의 사용이 가능하다.

### 승강장
| 1 | ■ 도카이도 본선 | 하행 (다루이 지선 경유) | 마이바라 · 교토 방면 |
| 2 | ■ 도카이도 본선 | 상행 (다루이 지선 경유) | 오가키 · 나고야 방면 |
| 3 | ■ 도카이도 본선 | 하행 (본선 경유)        | 마이바라 · 교토 방면 |
| 4 | ■ 도카이도 본선 | 상행 (본선 경유)        | 오가키 · 나고야 방면 |

## 역세권 정보
- 세키가하라정사무소
- 국도 제21호
- 국도 제365호
- 나카센도 세키가하라주쿠
- 세키가하라 전투지

## 역사
- 1883년 5월 1일 - 관설철도 (뒷날의 일본국유철도) 세키가하라 역 ~ 나가하마 역 구간의 개통과 동시에 개업.
- 1987년 4월 1일 - 민영화에 따라 도카이 여객철도의 소속이 되었다.
- 2006년 11월 25일 - TOICA의 사용이 개시되었다.

## 인접역
| 도카이 여객철도 도카이도 본선 | 도카이 여객철도 도카이도 본선 | 도카이 여객철도 도카이도 본선   |
| ----------------------------- | ----------------------------- | ------------------------------- |
| 다루이 오가키·나고야 방면     | ■ 도카이도 본선               | 가시와바라 마이바라·오사카 방면 |